# Мозговое (Тростянецкий район)
Мозговое (укр. Мозкове) — село,
Боромлянский сельский совет,
Тростянецкий район,
Сумская область,
Украина.
Код КОАТУУ — 5925080803. Население по переписи 2001 года составляло 13 человек .

## Географическое положение
Село Мозговое находится на одном из истоков реки Боромля,
ниже по течению на расстоянии в 5 км расположено село Боромля.
На реке несколько запруд.
Рядом проходит автомобильная дорога Н-12